# Triumf (bok)
Triumf (Flying Colours, 1938) är C.S. Foresters tredje roman om sjöofficeren Horatio Hornblower.

## Handling
Det engelska linjeskeppet Sutherland ligger sönderskjutet utanför Frankrikes kust. Kommendörkapten Hornblower har strukit flagg och är nu fångad i en fransk fästning. Napoleon styr Europa med järnhand och han får veta att Hornblower har gett sig och ser sin chans att avskräcka England genom att arkebusera Hornblower och hans förste löjtnant William Bush.
Under en fångtransport till Paris lyckas Hornblower, Bush och deras styrman Brown fly och komma till en säker tillflyktsort. I flera månader gömmer sig engelsmännen i Frankrike, men till slut börjar de sin färd i en roddbåt nerför Loire. När de kommer fram till havet klär de ut sig till holländska officerare (som är allierade med Napoleon).
De tar över den före detta engelska kaparen Witch of Endor och seglar hem till England igen. Hornblowers fru har dött men efterlämnat en son som tagits om hand av änkan efter amiral Leighton, lady Barbara. Hornblower belönas för sina bedrifter och blir även adlad.